# Бой у Лутерберга (1758)
Бой у Лутерберга — сражение Семилетней войны у деревни Лутерберг в окрестностях Касселя, состоявшееся 10 октября 1758 года. В ходе сражения 18 тысячный корпус генерала Союзной армии Оберга потерпел поражение от 42 тысячной армии французов и саксонцев под началом принца Субиза. Принц Субиз получил за свою победу жезл маршала Франции.

## Исходная ситуация
Союзная армия под началом принца Брауншвейгского стоит в Мюнстере, французы маркиза Контаде — в Хамме, вторая французская армия принца Субиза — в районе Гётингена. 26 сентября генерал Оберг с 10 полками ганноверской и гессенской пехоты подходит к Касселю, занятому слабым французским гарнизоном. Взятие Касселя несомненно удалось бы, не потеряй Оберг понапрасну время, поджидая присоединения небольшого корпуса князя фон Изенбурга. Этот корпус, в итоге, присоединился к нему 27 сентября, увеличив его силы до 18 тысяч человек, но, ещё прежде того, и силы противника возросли во много раз: принц Субиз, для которого передвижения Оберга не остались тайной, с основными силами своего 24 тысячного корпуса появился у Касселя вечером того же 26 числа.
До 3 октября оба войска стояли друг против друга, ограничившись мелкими стычками. Субиз, между тем, требует от Контаде подкреплений, тот направляет ему два отряда под началом генерала Шевера (франц. Chevert) и герцога Фиц-Джеймса, всего, приблизительно, 20 тысяч человек, с условием, что Субиз немедленно даст сражение с тем, чтобы эти подкрепления могли скорей возвратиться обратно к главной армии. Узнав о предполагаемом подходе подкреплений к противнику и опасаясь нападения с тыла, Оберг уводит свой корпус от Касселя, заняв новую позицию по пути на Минден. Рано утром 10 октября, незадолго до начала наступления противника, он покидает и её, из-за опасения быть отрезанным от Миндена, ради новой позиции у деревни Лутерберг. Это был вынужденный выбор: Оберг собирался уйти в Минден, но не успел.

## Поле сражения, диспозиция сторон

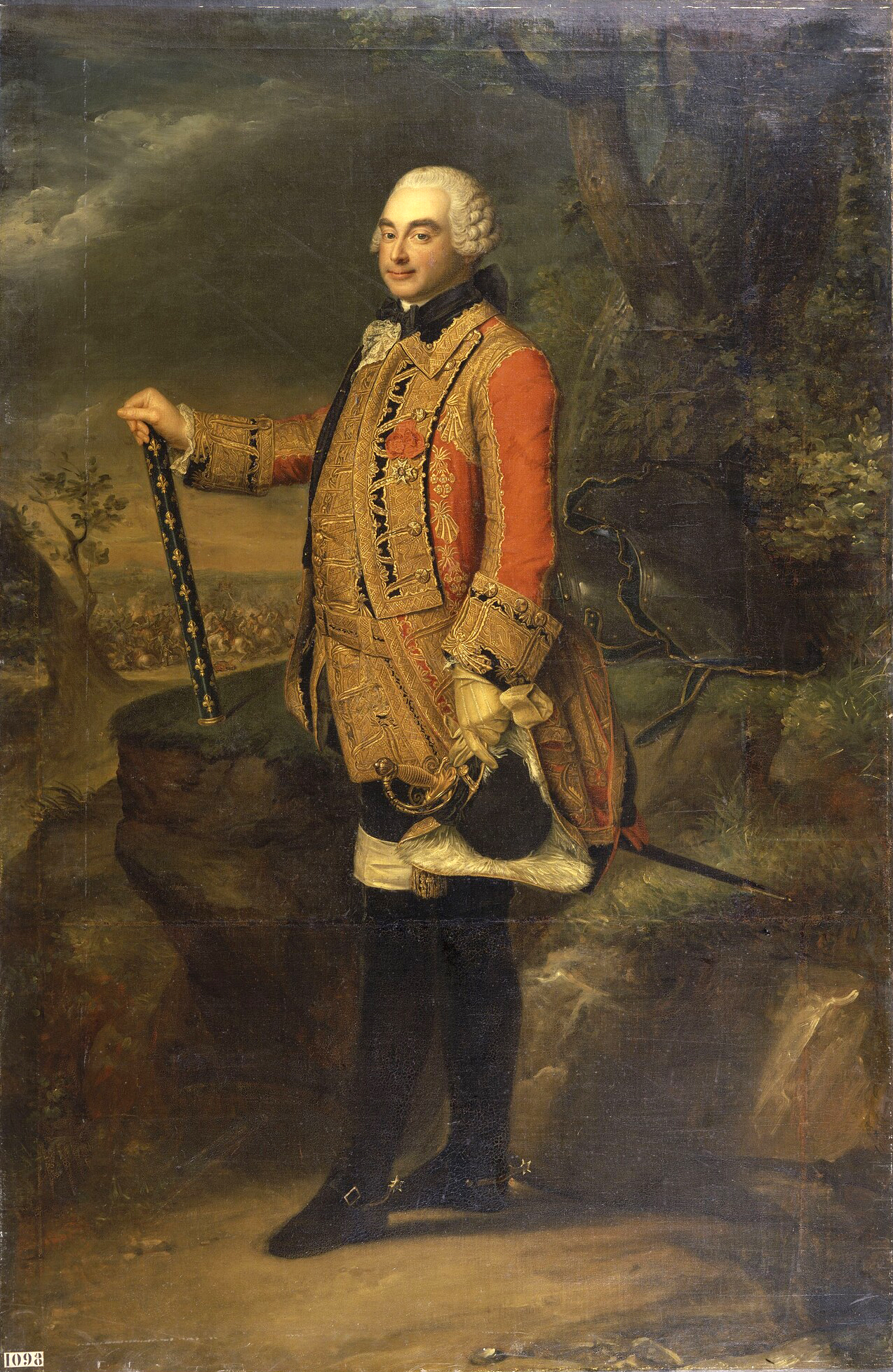
Шарль де Роган, принц де Субиз, маршал Франции

Деревня Лутерберг расположена в середине плато, на западе и на севере ограниченного рекой Фульда. Поросшие лесом склоны, казалось, должны были затруднить действие вражеской кавалерии. Перед центром позиции Оберга находилась небольшая возвышенность, где была установлена батарея, перед фронтом позиции проходила широкая и глубокая лощина, по дну которой протекал ручей. Берега ручья были сильно заболочены.
Корпус Оберга был распределён по возвышенности, в тылу у центра находился Лутерберг, дома которого были сильно разбросаны и отделены друг от друга изгородями, канавами и т. п., кавалерию Оберг поставил на левом фланге. Оба фланга упирались в лесные массивы.
Подкрепления подошли к Субизу 8-го (Шевер) и 9-го (Фиц-Джеймс) октября. На 10 октября было назначено сражение. Удар должен был быть нанесён одновременно с фронта и по левому флангу союзников. В обход левого фланга ещё накануне был послан генерал Шевер с 25 батальонами, 18 эскадронами, 3 вольными корпусами и 24 орудиями; основными силами, атакующими с фронта, командовал сам Субиз; авангардом (7,2 тысячи человек, 4 орудия) — герцог де Бролье. Перемена позиции противником не привела к изменению плана.

## Ход сражения
Де Бролье дошёл до Лутерберга в 10 утра. Не решившись сам атаковать противника, он начал артиллерийскую дуэль, поджидая основные силы. К 2 часам пополудни подошедшие солдаты Субиза завершили построение к бою и генералу Шеверу был подан знак к началу атаки. Спустя некоторое время, между тремя и четырьмя часами пополудни, Шевер тремя колоннами углубился в лес против левого фланга Оберга. Лес оказался настолько редким, что французам беспрепятственно удалось не только провести кавалерию, но и перевезти пушки. Разгадав движение противника, Оберг усилил левый фланг, развернув его фронтом к лесу. Дав залп по выходящему из леса противнику ганноверские солдаты пошли в штыковую атаку, но эта атака была, в результате ожесточённого рукопашного боя, отбита, а, затем, французская кавалерия смяла численно уступавшую ей конницу союзников (6 эскадронов). Генерал Цастров, командовавший левым флангом, был ранен и попал в плен.
С этим сражение было проиграно. Дольше всех оборонялись защитники батареи на возвышенности Штауфенберг, но, нападавшие на этом участке саксонцы, смогли, в конце концов, и здесь добиться успеха, захватив все орудия корпуса Оберга. К тому времени, когда, наступавшие с фронта, основные силы французов смогли преодолеть заболоченную лощину и вскарабкаться по склонам, победа была уже достигнута: союзники отступили к Лутербергу. Весь бой продолжался не более полутора часов.
За Лутербергом генерал Оберг пытается собрать свои части для организованного отступления, однако, налёты французской конницы, а, также, массивный ружейный огонь по уходящим колоннам, открытый французской пехотой, довершают разгром, превращая отступление в паническое бегство. Союзные солдаты разбегаются по лесу, растущему по краям дороги на Минден, и лишь сгустившиеся сумерки (дело происходило в октябре) мешают французам довершить дело полным уничтожением противника. Собрав кое-как своих солдат у Миндена, Оберг не задерживается в нём и отступает дальше. На следующий день французы посылают отряд в Минден забрать брошенное там во время бегства военное снаряжение и оставленных раненых.

## Итоги сражения
Заявленные потери союзников составили 1210 человек и 28 пушек, по французским данным − 3-4 тысячи человек и 24 орудия, французы, как утверждалось, потеряли 400 человек.
Основная неудача Союзной армии заключалась в оставлении Касселя, а, с ним, и всего Гессена в руках французов.
Несмотря на то, что не ему, а генералу Шеверу принадлежала главная заслуга в победе, наибольшую выгоду от неё приобрёл принц Субиз, ставший, в награду, маршалом Франции.